# Linus Thörnblad
Karl Linus Thörnblad (né le 6 mars 1985 à Lund) est un athlète suédois spécialiste du saut en hauteur. Il mesure 1,80 m pour 76 kg. Il détient, avec 2,33 m, réalisé en salle en 2007, une des meilleures mesures de sa spécialité. Il prend sa retraite en avril 2012, environ dix ans après ses débuts, avant de revenir sur les pistes en août 2018.

## Carrière
Linus Thörnblad commence le saut en hauteur à l'âge de seize ans et réalise 2,06 m dès sa première année de compétition. Il se révèle deux ans plus tard en effaçant la barre de 2,30 m lors de la réunion de Vellinge. Quatrième des Championnats du monde juniors 2004, il participe à ses premiers Jeux olympiques, à Athènes, mais échoue en qualifications avec un saut à 2,20 m. En début d'année 2006, le Suédois remporte sa première médaille lors d'une compétition internationale majeure en se classant troisième des Championnats du monde en salle de Moscou où il réalise 2,33 m. Vainqueur de la Coupe d'Europe d'athlétisme à Prague (2,27 m), il termine au pied du podium des Championnats d'Europe de Göteborg en établissant un nouveau record personnel de 2,34 m. Il est devancé au nombre d'essais pour la médaille d'argent par le Tchèque Tomáš Janků et par son compatriote Stefan Holm. En fin d'année 2006, le sauteur suédois s'impose lors de la Finale mondiale de l'IAAF devant Andrey Silnov.
Il s'illustre en début de saison 2007 en réalisant la meilleure performance de sa carrière en salle lors du meeting de Stockholm où il efface la barre de 2,38 m. Peu après, Linus Thörnblad monte sur la deuxième marche du podium des Championnats d'Europe en salle de Birmingham, s'inclinant de deux centimètres face à Stefan Holm. Aux Championnats du monde d'athlétisme se déroulant durant l'été à Osaka, le Suédois termine en tête de son groupe des qualifications avec 2,29 m mais rate complètement sa finale en échouant par trois fois à 2,21 m. Il connait un nouvel échec lors des Jeux olympiques de 2008 en ne dépassant pas le cap des qualifications. Il se classe cinquième des Championnats du monde 2009 avec la marque de 2,23 m.
En 2010, Linus Thörnblad se classe troisième du meeting de Shangai comptant pour la Ligue de diamant 2010, puis remporte l'étape suivante à New York en réalisant avec 2,30 m son meilleur saut de l'année.
Début avril 2012, Linus Thörnblad, qui a alors vingt-sept ans, décide d'arrêter sa carrière, dix ans après ses débuts, à la suite de blessures et d'une dépression nerveuse.
Reprenant l'entraînement pour le plaisir en 2017, il annonce le 14 août 2018 son retour sur les pistes, programmé le 24 août suivant aux Championnats de Suède,,.

## Records personnels
- En plein air : 2,34 m (9 août 2006 à Göteborg)
- En salle : 2,38 m (25 février 2007 à Göteborg)

## Palmarès
| Date | Compétition                       | Lieu       | Résultat | Marque |
| ---- | --------------------------------- | ---------- | -------- | ------ |
| 2003 | Championnats d'Europe juniors     | Tampere    | 3e       | 2,23 m |
| 2004 | Championnats du monde juniors     | Grosseto   | 4e       | 2,21 m |
| 2005 | Championnats d'Europe espoirs     | Erfurt     | 10e      | 2,21 m |
| 2006 | Championnats du monde en salle    | Moscou     | 3e       | 2,33 m |
| 2006 | Championnats d'Europe             | Göteborg   | 4e       | 2,34 m |
| 2006 | Finale mondiale                   | Stuttgart  | 1er      | 2,33 m |
| 2007 | Championnats d'Europe en salle    | Birmingham | 2e       | 2,32 m |
| 2007 | Championnats d'Europe espoirs     | Debrecen   | 1er      | 2,24 m |
| 2007 | Championnats du monde             | Osaka      | 15e      | 2,16 m |
| 2007 | Finale mondiale                   | Stuttgart  | 3e       | 2,27 m |
| 2008 | Finale mondiale                   | Stuttgart  | 5e       | 2,26 m |
| 2009 | Championnats d'Europe par équipes | Leiria     | 4e       | 2,28 m |
| 2009 | Championnats du monde             | Berlin     | 5e       | 2,23 m |
| 2010 | Championnats d'Europe par équipes | Budapest   | 2e       | 2,25 m |
| 2010 | Championnats d'Europe             | Barcelone  | 4e       | 2,29 m |